# London General Omnibus Company

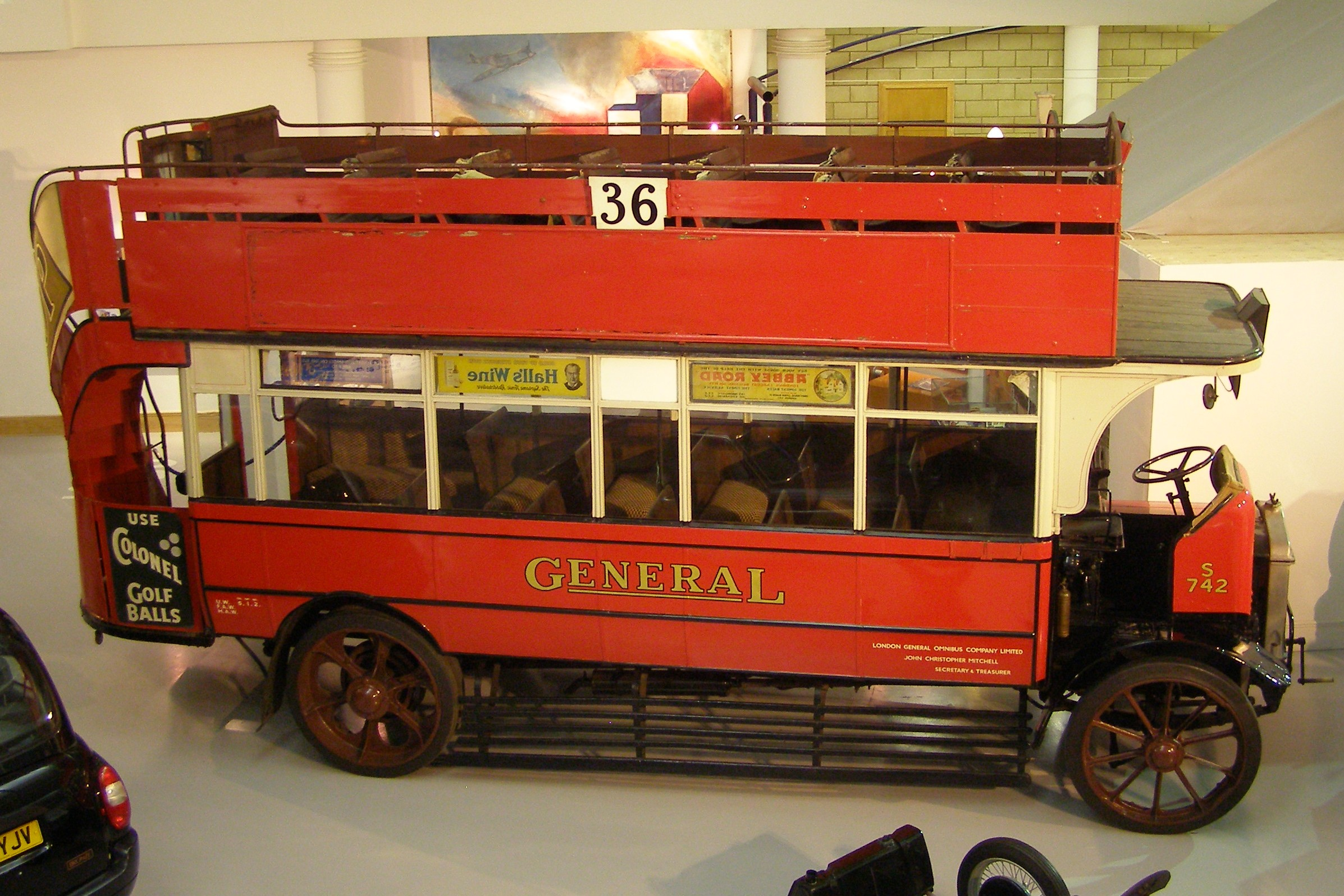
S742, conservé au dépôt de la LGOC

La London General Omnibus Company ou LGOC, a été le principal exploitant de bus à Londres entre 1855 et 1933. La compagnie a également été, pour une courte période, entre 1909 et 1912, un fabricant de moteur de bus.

## Historique
La London General Omnibus Company a été fondée en 1855. Elle est issue de la fusion et de la régulation des nombreux exploitants d'omnibus à chevaux de la ville de Londres. Entreprise Anglo-française à l'origine, mais principalement connue sous le nom de la Compagnie Générale des Omnibus de Londres en France, cette compagnie est vite devenue le plus grand exploitant d'omnibus à Londres. Elle a racheté des centaines d'exploitants indépendants ainsi que de nombreux bus et a établi un niveau de service uniforme pour sa flotte. En un an, la LGOC contrôlait 600 des 810 omnibus de Londres.
Le président de la compagnie, Sir John Livre, voulue en 1902, racheter un concurrent, la Star Omnibus Company. Cependant, il a été incapable de terminer les négociations. La LGOC a commencé à utiliser le moteur à explosion dans ses omnibus à partir de 1902. Ainsi, le dernier omnibus à cheval de la LGOC effectua son dernier service le 25 octobre 1911.
En 1908, la LGOC achete la Road Car Company, la Vanguard Company, et ses autres principaux rivaux, obtenant ainsi un quasi-monopole de Londres.
La fusion de ces trois sociétés (la Road Car Company a été aussi nommée Union Jack en raison de son habitude à laisser voler au vent le drapeau britannique sur ses omnibus) a également donné une nouvelle image ainsi qu'un élargissement de la LGOC. La compagnie était, à l'époque, la société de transport en commun la plus expérimentée et la plus sophistiquée de tous les exploitants et fabricants du monde.
En 1912, le Underground Group, qui possède la plupart du des métros de Londres, achète la LGOC. En 1933, la LGOC, incorporée dans le Underground Group devient une partie du nouveau London Passenger Transport Board. La partie London General tomba en désuétude, et London Transport (Transport de Londres) est devenu synonyme de la compagnie avec la couleur rouge des bus de Londres,.

## Fabrication
La LGOC a commencé à produire des omnibus pour son propre usage dès 1909 dans des usines installées dans des locaux hérités de Vanguard à Blackhorse Lane, Walthamstow, Londres. Le premier modèle construit a été le LGOC X-type, qui a été conçu par Frank Searle, l'ingénieur en chef de la LGOC. Le X-type a été suivie par la LGOC de type B, créée par le même designer.
Après l'acquisition du Underground Group par la LGOC en 1912, les éléments de fabrication des omnibus de la LGOC ont été divisées pour créer Associated equipment Company (AEC). (Compagnie des équipements associés)

## Renaissance du nom

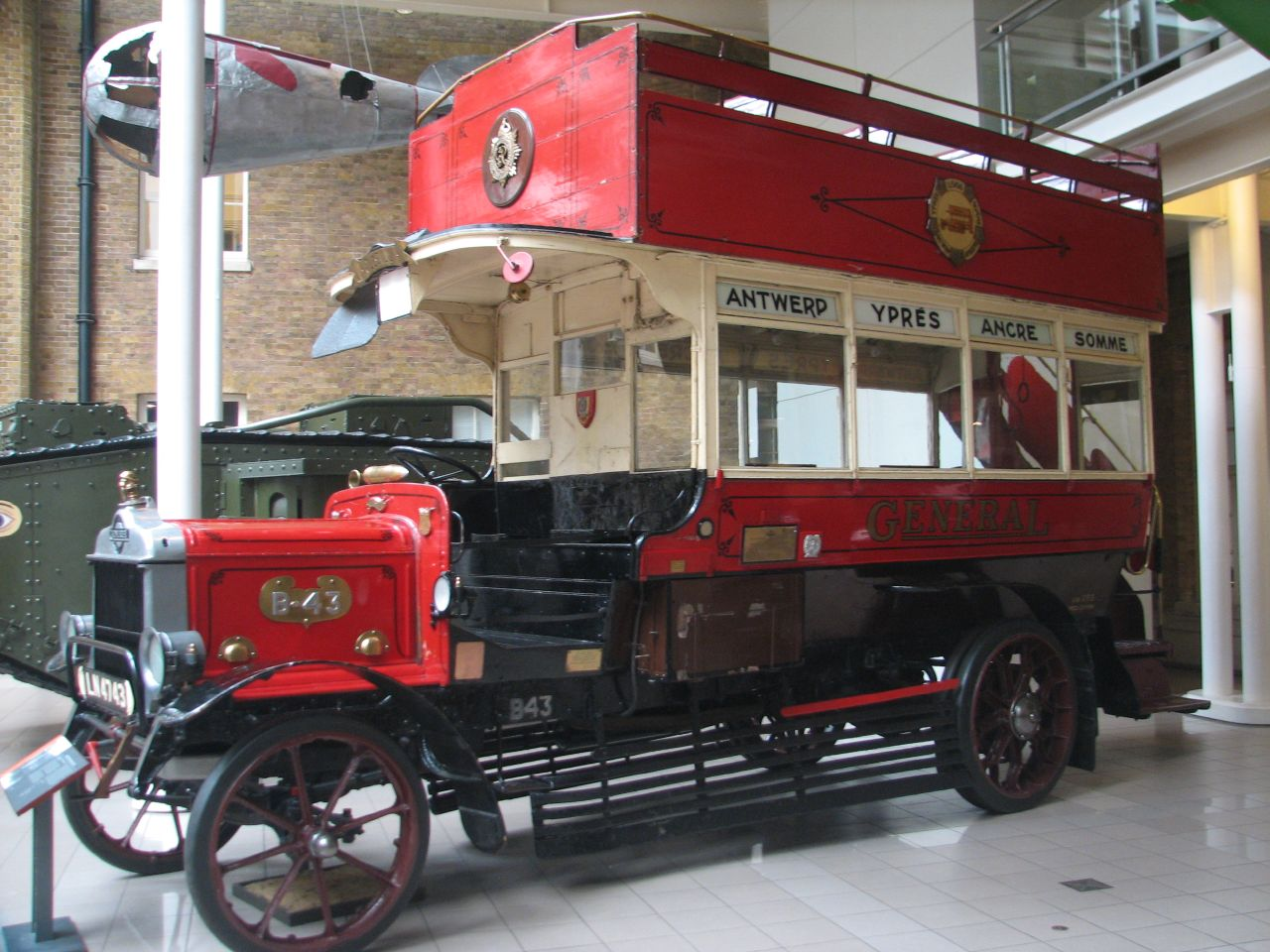
LGOC de type B

Lors de la privatisation des services de bus de Londres dans les années 1980, la London Transport a créé une série de bus opaques opérants avec des noms de ligne ayant des significations géographiques ou historique. L'une de ces lignes a été baptisé The London General en l'honneur de la LGOC. La nouvelle London General a d'abord été privatisée par un management buy-out, et acquis par la Go-Ahead Group en 1996.

## Culture Populaire
La London General Omnibus Company a été associée à la cérémonie d'ouverture des Jeux Olympiques d'Été 2012 de Londres. Isambard Kingdom Brunel, joué par l'acteur Kenneth Branagh, a été dépeint en arrivant dans un Omnibus à cheval vert de la London General Omnibus Company Limited bus. Et ce, dès le début de la cérémonie.
Dans le jeu vidéo Assassin's Creed Syndicat édité par Ubisoft en 2015, les assassins viennent à l'aide d'Edward Hodson Bayley et de la compagnie. Il se dit responsable de la création de la United London General Omnibus Companyet ce, dans l'idée d'une campagne publicitaire, promettant de fournir des omnibus à la ville de Londres.